# Tepeyac
Pour l’article homonyme, voir Tepeyac (film).
Le Tepeyac (appelé anciennement Tepeyacac et Tepeaquilla) est une colline située au nord de la ville de Mexico. Elle forme l'extrémité orientale de la chaîne montagneuse de la sierra de Guadalupe, qui ferme la limite septentrionale de la vallée de Mexico. Le Tepeyac fait aujourd'hui partie de la délégation Gustavo A. Madero.

## Étymologie
En nahuatl, Tepeyacac est un nom propre formé à partir de tepetl (« montagne »), yacatl (« nez ») et de la conjonction -c, (« à »). Cela pourrait signifier « une implantation sur l'arête d'une colline ». Le nez (yacatl) indiquant qu'il y a trois collines et qu'il s'agit de la première et de la plus proéminente des trois.

## Site archéologique
À l'époque précolombienne, il y avait au Tepeyac un petit oratoire dédié à Tonantzin et un petit village relié à Tenochtitlán par une chaussée (actuelle Calzada de los Misterios) qui traversait l'ancien lac Texcoco et rejoignait l'île principale à Tlatelolco. 

## Religion

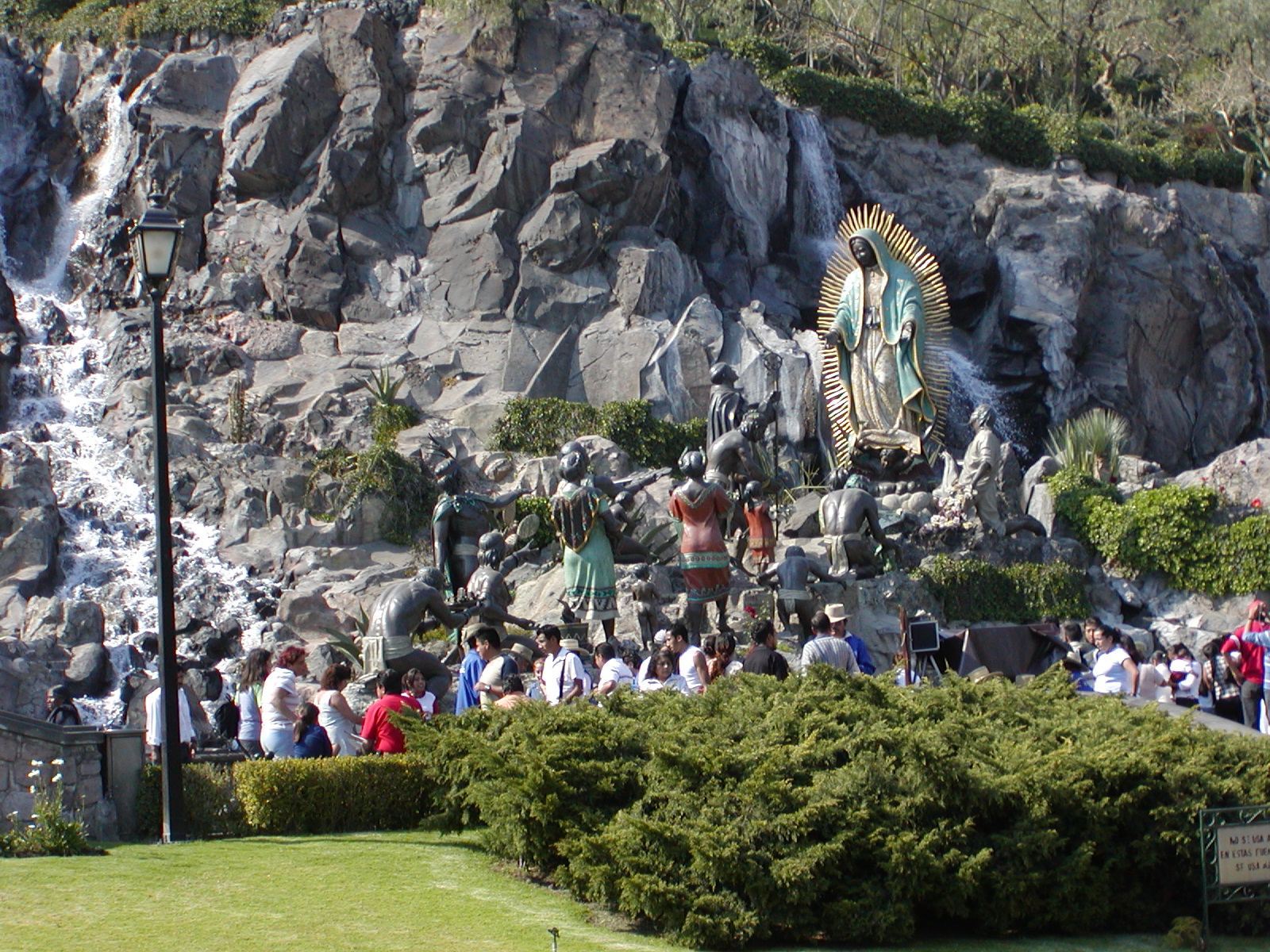
Fontaine commémorative des apparitions de la Vierge.

Le Tepeyac est célèbre pour avoir été, suivant la foi catholique, l'endroit où Notre-Dame de Guadalupe apparut à l'Indigène Juan Diego Cuauhtlatoatzin. Au pied du coteau se trouve la basilique Notre-Dame de Guadalupe qui reçoit chaque année, et tout particulièrement le 12 décembre, des millions de pèlerins. Sur le haut  de la colline, l'esplanade de la chapelle du Cerrito offre, par temps clair, l'une de la plus belle vue sur la vallée de Mexico.
Le parc national El Tepeyac, qui comprend aussi une partie des collines de Santa Isabel et de Guerrero, couvre les flancs nord et ouest de la colline.